# Zuigschijfvleermuis
De zuigschijfvleermuis (Myzopoda aurita) is een vleermuissoort uit Madagaskar. Deze soort werd lange tijd gezien als de enige soort van de familie der zuigschijfvleermuizen, maar in 2007 werd een tweede soort beschreven, Myzopoda schliemanni. Over de zuigschijfvleermuizen is vrij weinig bekend.
Tot eind 2009 werd gedacht dat de zuigschijfvleermuis, net als de hechtschijfvleermuizen uit Latijns-Amerika, zuignappen op de enkels en polsen heeft waarmee de vleermuizen zich kunnen vastzuigen aan bladeren. Toen werd echter duidelijk dat de zuigschijfvleermuizen geen zuignappen gebruiken, maar gebruikmaken van adhesie met behulp van een vloeistof in de enkels en polsen.
De staart is lang en steekt uit het staartmembraan. De zuigschijfvleermuis heeft vrij grote oren. De zuigschijfvleermuis wordt gemiddeld 57 millimeter lang, met een 48 millimeter lange staart. De voorarmlengte bedraagt 46 tot 50 millimeter.
De soort komt voor in de regenwouden en secundaire wouden van Oost-Madagaskar, maar over de daadwerkelijke verspreiding is niet veel bekend. Het dier is slechts aangetroffen op zo'n 15 locaties.
De zuigschijfvleermuis is een insecteneter, die zich waarschijnlijk voornamelijk met kleine motten voedt, behorende tot de Microlepidoptera. Waarschijnlijk rusten de zuigschijfvleermuizen op een palmblad, één individu is aangetroffen rustende op het blad van de reizigersboom (Ravenala madagascariensis).